# 푸차 풀룽간
푸차 풀룽간(만주어: ᡶᡠᠴᠠ
ᡶ᠋ᡠᠯᡠᠩᡤᠠᠨ Fuca fulunggan, 한국 한자: 富察 福隆安 부찰 복륭안, 1743년 ~ 1779년 8월 31일)는 중국 청나라의 만주족 귀족 출신 관료 겸 정치인이다.
청나라 제6대 황제 건륭제의 부마이며 청나라 제7대 황제 가경제의 이복 자형(姉兄)이기도 하다.

## 생애
만주족 귀족 집안에서 출생한 그는 1760년에 1년 연상의 화석화가공주(和碩和嘉公主)과 결혼하였으나 부인(夫人)과의 사이에 슬하 자녀가 없었던 그는 1767년 10월 29일에 부인 화석화가공주(和碩和嘉公主)를 병으로 상배(喪配)하였고 이후 3년이 지난 1770년 7월에는 부친상(父親喪)을 치른 그는 3년 후 1773년에는 동궁삼사 태자태보(東宮三師 太子太保)라는 관직(官職)에 올랐지만 그 또한 11년 후 1779년에 만성 음수반증이 발병하여 향년 38세로 훙서(薨逝)하였다.